# Caso Cabo Valdés
Se denomina el Caso Valdés o Caso del Cabo Valdés al más famoso incidente con ovnis ocurrido en Chile.
Aconteció en la madrugada del 25 de abril de 1977 en la zona de Pampa Lluscuma (en la actual Región de Arica y Parinacota) a 5 kilómetros de la localidad de Putre. Consistió en la supuesta abducción de Armando Valdés Garrido, cabo de una patrulla del Ejército de Chile. El caso tuvo una gran repercusión tanto en la comunidad ufológica como en la prensa de la época.
A pesar de que por décadas ha sido considerado un caso emblemático de abducción en Chile, en el 2.º Encuentro Ufológico de Maipú, en 2013, el propio cabo Valdés hizo un discurso público, volviendo a plantear que en realidad la supuesta abducción fue solo una mala interpretación del relato de sus soldados, que por estar frente a la luz le perdieron de vista cuando fue a orinar y desmintió públicamente a algunos ufólogos que sostenían otra cosa.

## Perfil

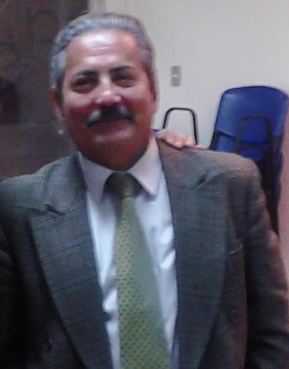
Cabo Valdés en 2013

Armando Valdés Garrido nació el 24 de diciembre de 1954 en Santiago de Chile. En 1973 se presentó al servicio militar e ingresó en 1974. Fue trasladado a Putre, donde se licenció como instructor, el acontecimiento ocurrió cuando tenía 23 años de edad.

## Versión que niega la abducción
Según una entrevista por la revista española Más "Allá", Valdés habría aclarado lo que ocurrió. Una fuerte luz desconocida en medio de una neblina asustó al grupo de militares que estaban en un punto fronterizo bajo una situación de riesgo prebélico y a los animales que cuidaban, que rompieron una pared que con dificultad habían construido. Los militares se replegaron al rancho o refugio y apagaron el fuego que les delataba su posición y quedaron atrapados a oscuras frente a una luz que les enceguecía y cubría la única salida. Tras un rato el cabo salió a enfrentar la luz y les gritó para que se identificaran. Mientras los soldados asustados quedaban dentro sin poder ver por el foco de luz que les apuntaba, Valdés decidió moverse a un punto donde la luz no le apuntara y poder ver bien y se puso por detrás de una pared donde aprovechó para orinar. Permaneció ahí escuchando a sus soldados y sin saber qué hacer. Cuando escuchó que sus soldados pensaban salir disparando, se apresuró en regresar y saltó frente a la única puerta sorprendiendo a los soldados que solo le vieron aparecer frente a la luz. Dijo algunas palabras que asustaron aún más a los soldados. Luego se durmieron.
Al día siguiente los soldados contaron su versión de lo que pudieron ver, que se difundió con diversos detalles adicionales. Ellos afirmaron que cuando se reencontraron con el cabo, el yacía recostado en el suelo y que cuando se acercaron el repitió la frase que se detalla en el relato oficial. En esa época, Chile se encontraba bajo el gobierno militar con control mayoritario de la prensa y se sostiene que este contexto dificultó desmentir en ese momento las versiones de la prensa. Se dice que el gobierno aprovechó el mito que se creaba para ocultar la existencia de algunos caballos militares tan cerca de la frontera, que delataba los planes estratégicos frente a un posible conflicto.

## Versión original
Según algunas entrevistas al Cabo Valdés, los hechos acontecieron a las 3:45 de la madrugada cuando una patrulla perteneciente al Regimiento Huamachuco, integrada por los soldados Humberto Rojas Bell, Iván Robles Riveros, Germán Riquelme Valle, Raúl Salinas, Pedro Rosales, Juan Reyes, y Julio E. Rojas Suárez, al mando del cabo Armando Valdés (algunas fuentes ufológicas han llegado a afirmar la participación de unos militares e ingenieros israelíes, que participaban en unas maniobras estratégicas) tras compartir al calor de una fogata vieron una luz que descendía y se posaba entre las colinas, a unos 500 metros. El cabo como líder se internó en la luminosidad y habría desaparecido. Según los testimonios regresó 15 minutos después y se desvaneció. Cuando recuperó la conciencia dijo: “Ustedes no saben quiénes somos ni de dónde venimos, pero les aseguro que pronto volveremos”, tras lo cual volvió a desmayarse. Sus compañeros señalaron que tras la experiencia, su rostro mostraba una barba de varios días, aunque Valdés supuestamente se había afeitado un momento antes de su desaparición. Además su reloj digital se había parado y el marcador de la fecha señalaba cinco días más tarde, como si para Valdés hubiera transcurrido una semana en vez de unos minutos.
El Cabo Valdés fue entrevistado en 2009 por Cuarto Milenio, un programa televisivo español que trata en general sobre temáticas relacionadas con el mundo del misterio y los enigmas. En esta entrevista el Cabo ratifica la versión original acerca su desaparición y su amnesia durante el momento de su supuesta abducción.

## Cuestionamientos
Durante años la historia no tuvo investigación seria ni cuestionamientos. Solo tras el fin de la dictadura comenzaron a hacerse públicas las objeciones:
- Nunca fue una patrulla: En realidad era un grupo de soldados que cuidaban los caballos del ejército. La prensa y el ejército le denominaron patrulla por el problema limítrofe.[10]
- Nunca se estudió ni fotografió el reloj en cuestión. La versión es que, según Valdés, los extraterrestres volvieron al otro día y se lo llevaron para no dejar rastros.
- Existían contradicciones entre los diferentes versiones dadas por prensa ufológica propias de las diferentes investigaciones de este tipo de eventos.

## Confesión de Valdés
El ex cabo Valdés se desempeña como pastor de iglesia protestante en Chile y en todas las últimas entrevistas públicas que ha dado se ha dedicado a desmitificar la historia.
En el año 2004 anunció que estaba escribiendo un libro sobre el tema llamado A la Sombra de la Verdad, donde intentaría esclarecer la mayoría de los temas relacionados con su caso, pero el exmilitar nunca dio una fecha de publicación, ya que, según el ha tenido muchos problemas con la escritura de este.
A pesar de que existe una entrevista (que data de inicios del 2009*) en las que el propio cabo Valdés asegura que no existió ninguna abducción, que fue una broma o histrionismo fruto del estrés, y que en realidad solo se había ido a orinar durante los 15 minutos de su desaparición. En otra entrevista hecha al cabo por el periodista Iker Jiménez Valdés parece contradecir su confesión y retornar a su versión original, pero solo debido a que la entrevista recién fue emitida a mediados de ese año. El propio Valdés desmintió a Iker Jiménez en el "II Encuentro Ufológico de Maipú" donde repitió varias veces "nunca fui abducido".
El 18 de febrero de 2013 tras una entrevista con TVN de Chile, el cabo Valdés indica que toda la historia fue falsa, solo fue un encuentro junto sus compañeros a la luz de la hoguera. Aún mantienen comunicación entre los afectados.